# More Scared: The House of Faith Years
More Scared: The House of Faith Years is het eerste verzamelalbum van de Amerikaanse punkband Swingin' Utters. Het werd oorspronkelijk uitgegeven door SideOneDummy Records op 23 januari 1996 en bevat materiaal dat de band heeft uitgegeven voordat die bij het label Fat Wreck Chords ging spelen. De titel is een verwijzing naar een van de eerste ep's van de band, Scared.

## Nummers
Alle negen nummers van de ep Scared staan op het album (tracks 1-3, 6, 8-9, 13-15), evenals een nummer van de ep Gives You Strength (track 7) en vier nummers van de single No Eager Men (tracks 10-12 en 16). Tracks 4 en 5 zijn niet eerder uitgegeven.
1. "Strongman" - 2:16
2. "Reggae Gets Big in a Small Town" - 1:57
3. "Smoke like a Girl" - 2:35
4. "Lazer Attack" - 2:16
5. "Politician" - 3:02
6. "Nine to Five" - 1:28
7. "Could You Lie?" - 2:15
8. "Mommy Mommy" - 2:43 (cover van "No" van The Rezillos)
9. "Scared" - 2:31
10. "No Eager Men" - 2:59
11. "Petty Wage" - 1:54
12. "Hello Charlatan" - 2:47
13. "Proven Song" - 2:53
14. "These Pretty Pleasures" - 2:55
15. "Mr. Norris" - 3:01
16. "Here We Are Nowhere" - 0:57 (cover van Stiff Little Fingers)

## Muzikanten
- Johnny Peebucks - zang
- Greg McEntee - drums
- Darius Koski - gitaar
- Kevin Wickersham - basgitaar
- Max Huber - gitaar
- Joel Dison - gitaar (tracks 1-13)